# Robert Fogel

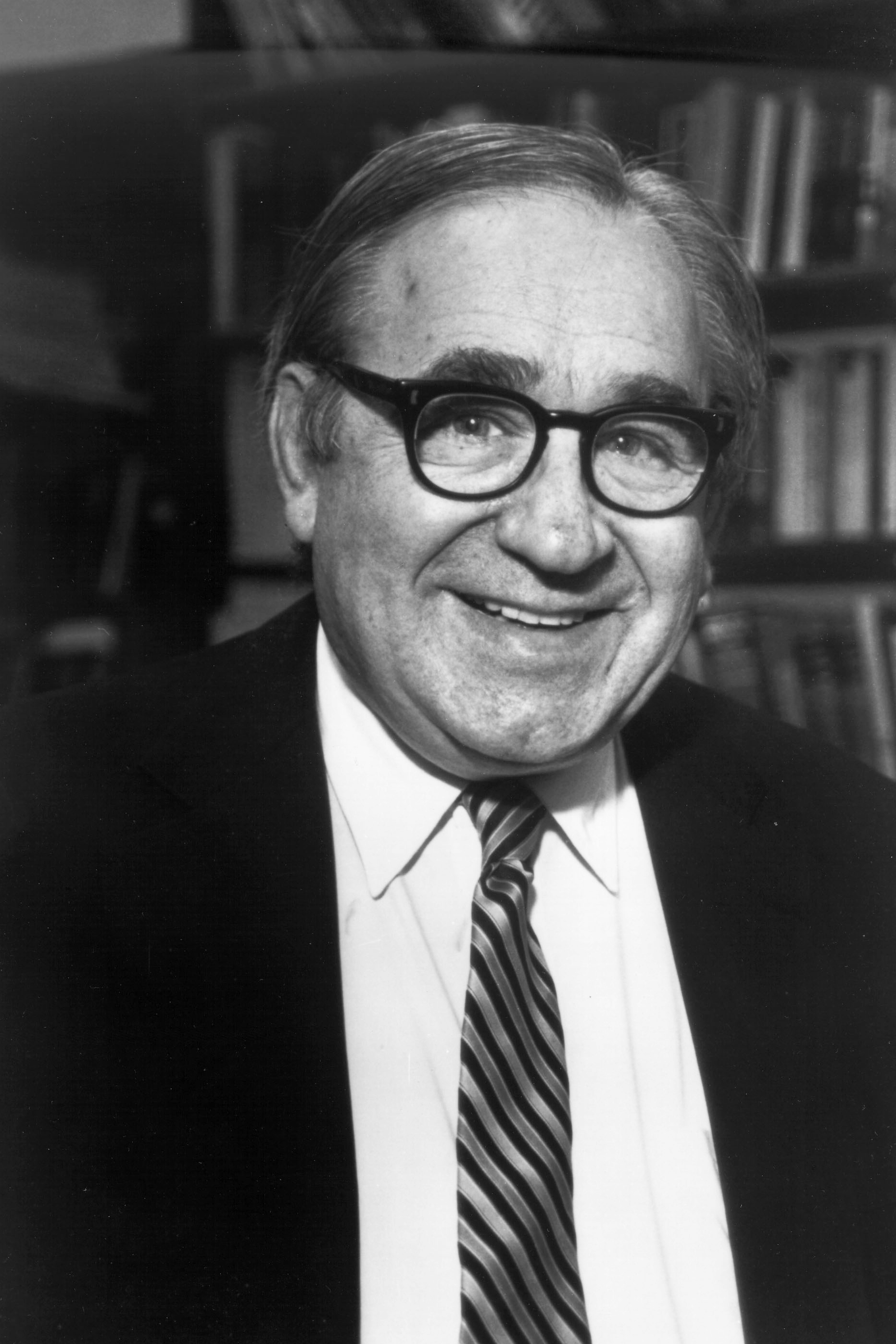
Robert William Fogel

Robert William Fogel (* 1. Juli 1926 in New York City; † 11. Juni 2013 in Oak Lawn, Illinois) war ein US-amerikanischer Ökonom und Wirtschaftshistoriker und Professor an der Universität von Chicago. Im Jahre 1993 erhielt Fogel zusammen mit Douglass Cecil North den Nobelpreis für Wirtschaftswissenschaften für ihre auf der Basis der „kontrafaktischen Analyse“ („Was wäre, wenn …?“ geschehen und damit die Geschichte anders verlaufen wäre) entwickelten  Erneuerung der wirtschaftsgeschichtlichen Forschung durch Anwendung ökonomischer Theorie und quantitativer Methoden, um wirtschaftlichen und institutionellen Wandel zu erklären.

## Werdegang
Robert Fogel ist der Sohn russisch-jüdischer Einwanderer. Er absolvierte die Stuyvesant High School in New York und studierte dann Geschichte mit Ökonomie im Nebenfach an der Cornell University. Dort war er Präsident der kommunistischen Jugendorganisation American Youth for Democracy.
Nach seinem Bachelor-Abschluss 1948 arbeitete er für die kommunistische Partei der USA, von der er sich aber später abwandte. Er studierte weiter und machte 1960 seinen Master-Abschluss an der Columbia University und wurde 1963 an der Johns Hopkins University promoviert. Er lehrte dort von 1958 bis 1959, 1960 bis 1965 und 1968 bis 1975 an der University of Rochester, 1964 bis 1975 an der University of Chicago, 1975 bis 1981 an der Harvard University und ab 1981 wieder in Chicago.
1972 wurde Fogel in die American Academy of Arts and Sciences gewählt, 1973 in die National Academy of Sciences und 2000 in die American Philosophical Society. Seit 1991 war er korrespondierendes Mitglied der British Academy. Im Jahr 1998 stand er der American Economic Association als gewählter Präsident vor.

## Forschung
Robert Fogel war einer der Hauptvertreter der Kliometrie, der statistikfundierten Wirtschaftsgeschichte. Als sein Hauptwerk gilt das gemeinsam mit Stanley Engerman verfasste Time on the Cross, eine Untersuchung der Ökonomie der Sklavengesellschaft in den amerikanischen Südstaaten. In ihr legte er dar, dass die Sklaverei keineswegs unwirtschaftlich war, wie häufig mit dem Argument behauptet wurde, die Preise für Sklaven wären schneller gestiegen als die Preise für die von ihnen erzeugten Produkte. Außerdem vertrat er die These, dass Sklaven auf den Plantagen im Durchschnitt besser behandelt wurden als Arbeiter in den Fabriken im Norden. Obwohl die methodische Intelligenz der Untersuchung stets Anerkennung fand, wurden Fogel und Engerman scharf angegriffen (so von Herbert Gutman). Kurz nach Erscheinen von Time on the Cross erschien ein Buch von Paul David und anderen, zur detaillierten Widerlegung ihrer Thesen. Vor allem wurde ihnen vorgeworfen, aus einer zu schmalen statistischen Basis heraus gearbeitet zu haben und alles in allem ein deutlich zu wohlmeinendes Bild über die Lebensbedingungen der farbigen Sklaven gezeichnet zu haben. Fogel selbst war nie ein Apologet der Sklaverei und betonte stets seine Ablehnung der Sklaverei aus moralischen Gründen.
Auch weitere gängige Thesen unterzog Fogel einer kritischen Überprüfung. So kam er zu dem Ergebnis, dass die Eisenbahn in den USA in der Zeit um 1890 nur zu einer Ersparnis von maximal drei Prozent (und eher bei einem Prozent) bei den Transportkosten für landwirtschaftliche Produkte geführt habe. Im Vergleich zu einer hypothetischen Ökonomie ohne Eisenbahn (die hauptsächlich auf dem Kanaltransport beruhen sollte) sei die Einsparung sehr gering gewesen. Diese These löste in der Geschichtswissenschaft eine breite Debatte aus, die bis in die Gegenwart geführt wird. Mittlerweile wird sie von vielen Historikern zurückgewiesen.

## Veröffentlichungen (Auswahl)
- mit Stanley Engerman: Time on the Cross. The Economics of American Negro Slavery. 2 Bände. Boston/Toronto 1974.
- Railroads and the american economic growth. Essays in econometric history. Baltimore 1964.
- The Union Pacific Railroad: A Case in Premature Enterprise. 1960.
- Without Consent or Contract: The Rise and Fall of American Slavery. 2 Bände. 1989.
- Economic Growth, Population Theory and Physiology: The Bearings of Long-Term Processes on the Making of Economic Policy. 1994.
- The Slavery Debates, 1952–1990: A Retrospective. Louisiana State University Press, Baton Rouge 2003, ISBN 0-8071-2881-3.
- The Fourth Great Awakening and the Future of Egalitarianism Chicago: University of Chicago, 2002
- The Escape from Hunger and Premature Death, 1700-2100: Europe, America, and the Third World. New York: Cambridge University Press, 2004. 189pp. ISBN 0-521-80878-2
- mit Roderick Floud, Bernard Harris und Sok Chul Hong: The Changing Body. Health, Nutrition and Human Development in the Western World since 1700, Cambridge University Press, Cambridge, England 2011, ISBN 978-0-521-87975-0[8]
- Herausgeber mit Ralph A. Galantine, and Richard L. Manning, Nicholas Scott Cardell: Without Consent or Contract: The Rise and Fall of American Slavery: Evidence and Methods, Norton, 1992